# Malatinszky János
Malatinszky János (Liptószentmiklós, 1851. február 11. – Zsolna, 1897. június 8.) főgimnáziumi tanár. 

## Életútja
A gimnázium hat osztályát Lőcsén, a VII. és VIII.-at mint papnövendék a szepesi egyházmegyében végezte és 1871-ben Lőcsén tett érettségi vizsgát. Ezután kataszteri másodosztályú mérnöksegéd volt a lőcsei I. számú kataszteri felügyelőségnél. Ezt követően a budapesti egyetemen két évi szaktudományát befejezte. 1875. december 15-én a besztercebányai királyi katolikus főgimnáziumhoz nevezték ki a klasszika-filológia helyettes tanárának és 1881-ig ott működött. 1877-ben nyert tanári oklevelet. 1881. augusztus 1-jén a zsolnai algimnáziumban lett rendes tanár és a tanári könyvtár őre. 
Programmértekezései: a besztercebányai kir. kath. főgymnasium Értesítőjében (1880. Szükséges-e nálunk az előkészítő osztály); a zsolnai kir. kath. gymnasium Értesítőjében (1889-91. Középiskolánk szervezése Mária Terézia királynő által 1776-ban és azok további fejlődése).